# Medard Kalemani

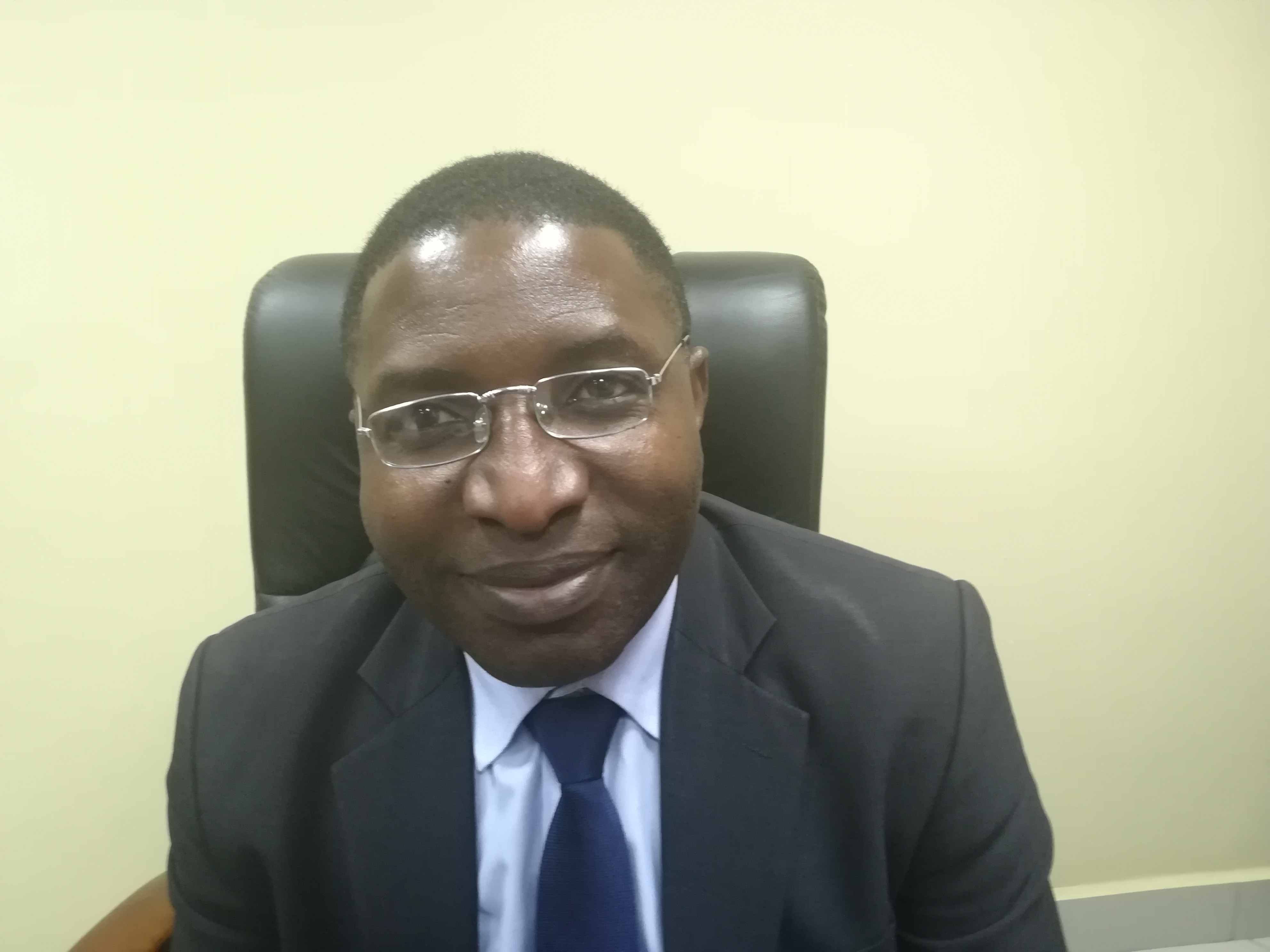
Medard Kalemani

Medard Matogolo Kalemani (* 15. März 1968) ist ein tansanischer Politiker der Chama Cha Mapinduzi (CCM), der seit 2017 Energieminister ist.

## Leben

### Studien, Jurist und Regierungsbeamter
Medard Matogolo Kalemani besuchte von 1978 bis 1984 die Nyambogo Primary School, die er mit einem Certificate of Primary Education Examination (CPEE) beendete. Im Anschluss besuchte er zwischen 1985 und 1988 die Kahororo Secondary School, die er mit einem Certificate of Secondary Education Examination (CSEE) abschloss. Während des Schulbesuchs begann er sein politisches Engagement für den Jugendverband der Chama Cha Mapinduzi (CCM) und war zunächst zwischen 1986 und 1988 Jugendsekretär der CCM in Kahororo. Er besuchte zwischen 1989 und 1991 die Milambo Secondary School und erwarb dort ein Advanced Certificate of Secondary Education Examination (ACSEE). Daneben fungierte er von 1989 bis 1991 als CCM-Jugendsekretär für die Sekundarschulen in der Region Tabora. 1993 begann er ein Studium der Rechtswissenschaft an der University of Dar es Salaam (UDSM), welches er 1996 mit einem Bachelor of Laws (LL.B) abschloss. Danach war er von 1997 bis 1998 als Rechtsberater für die Flüchtlingsorganisation ICR (International Rescue Committee) sowie beim Hohen Flüchtlingskommissar der Vereinten Nationen (UNHCR) tätig.
Danach war Kalemani zwischen 1999 und 2006 Leitender Rechtsbeamter im Ministerium für Energie und Mineralien. Während dieser Zeit begann er 2000 ein postgraduales Studium im Fach Bergrecht an der University of Dundee, welches er 2002 mit einem Master of Laws (LL.M.) beendete. Im Anschluss begann er 2002 ein Promotionsstudium an der University of Bedfordshire, das er 2006 mit einem Doctor of Philosophy (Ph.D.) abschloss. Im Anschluss war er zwischen 2007 und 2013 Generalberater des Entwicklungshilfefonds Millennium Challenge Account (MCC) für Tansania sowie nach seiner Rückkehr von 2013 bis 2015 Leiter der Rechtsabteilung im Ministerium für Energie und Mineralien.

### Abgeordneter und Energieminister
2015 wurde Medard Kalemani für die CCM erstmals Mitglied der Nationalversammlung, der sogenannten Bunge, und gehört dieser nach seiner Wiederwahlen 2020 seither als Vertreter des Wahlkreises Chato an.
Nachdem er zwischen 2015 und 2017 Vize-Minister für Energie und Mineralien war, wurde Kalemani am 7. Oktober 2017 Energieminister (Minister of Energy) im ersten Kabinett von Staatspräsident John Magufuli. Diesen Posten übernahm er vom 5. Dezember 2020 bis zum Tode des Präsidenten am 18. März 2021 auch im zweiten Kabinett Magufuli sowie in der seither amtierenden Regierung der bisherigen Vizepräsidentin Samia Suluhu Hassan.